# Mitsuo Matsunaga
Pour les articles homonymes, voir Matsunaga.
Mitsuo Matsunaga (松永満雄, Matsunaga Mitsuo), né le 8 février 1939 et mort en 2009, est un judoka japonais.
Médaillé d'argent aux Championnats du monde de judo 1965 à Rio de Janeiro en catégorie des plus de 80 kg, il est ensuite sacré champion du monde toutes catégories en 1967 à Salt Lake City. En 1969 à Mexico, il obtient la médaille de bronze en plus de 93 kg.